# Chaise longue

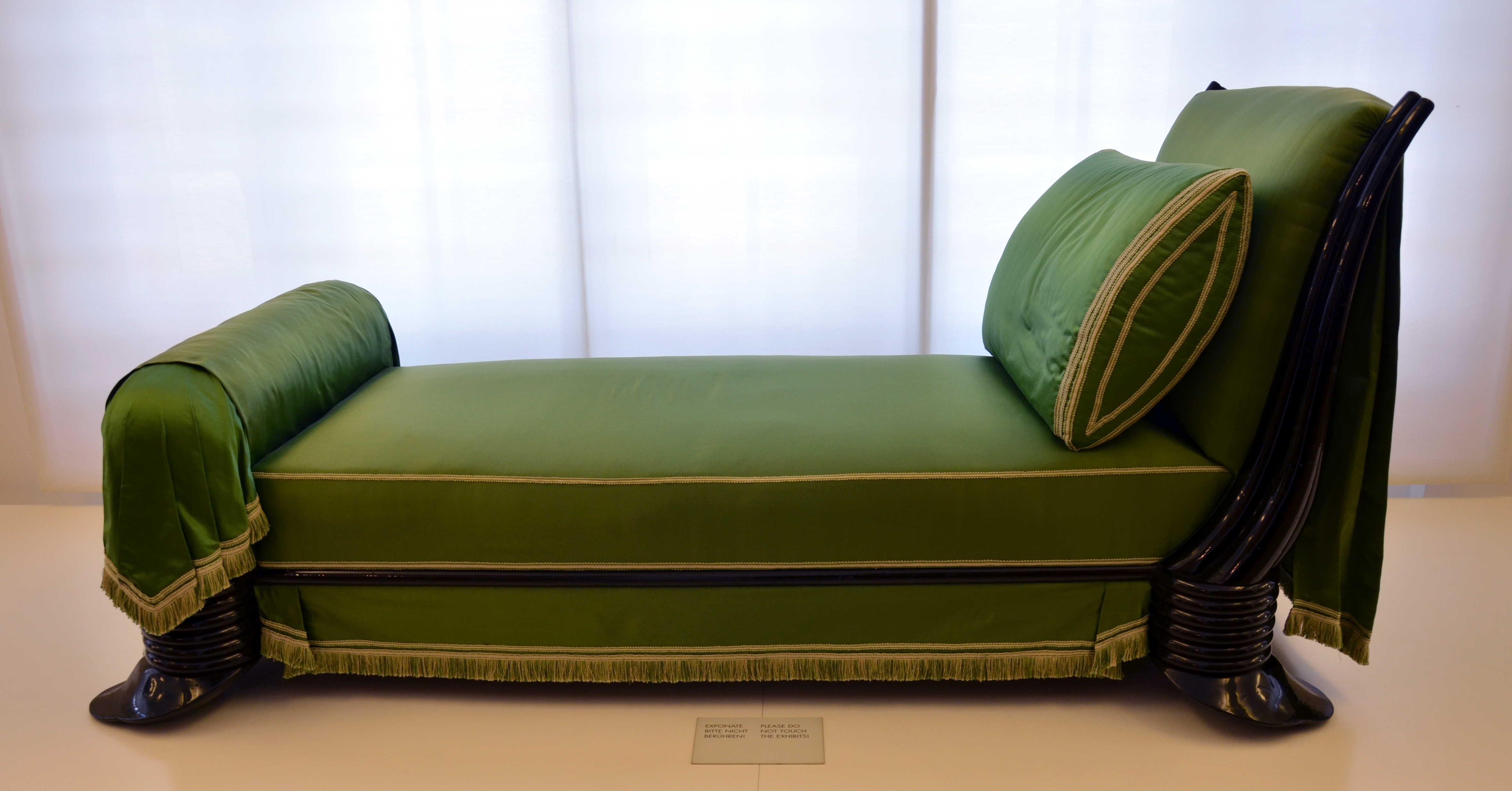
Hofburg, Wenen

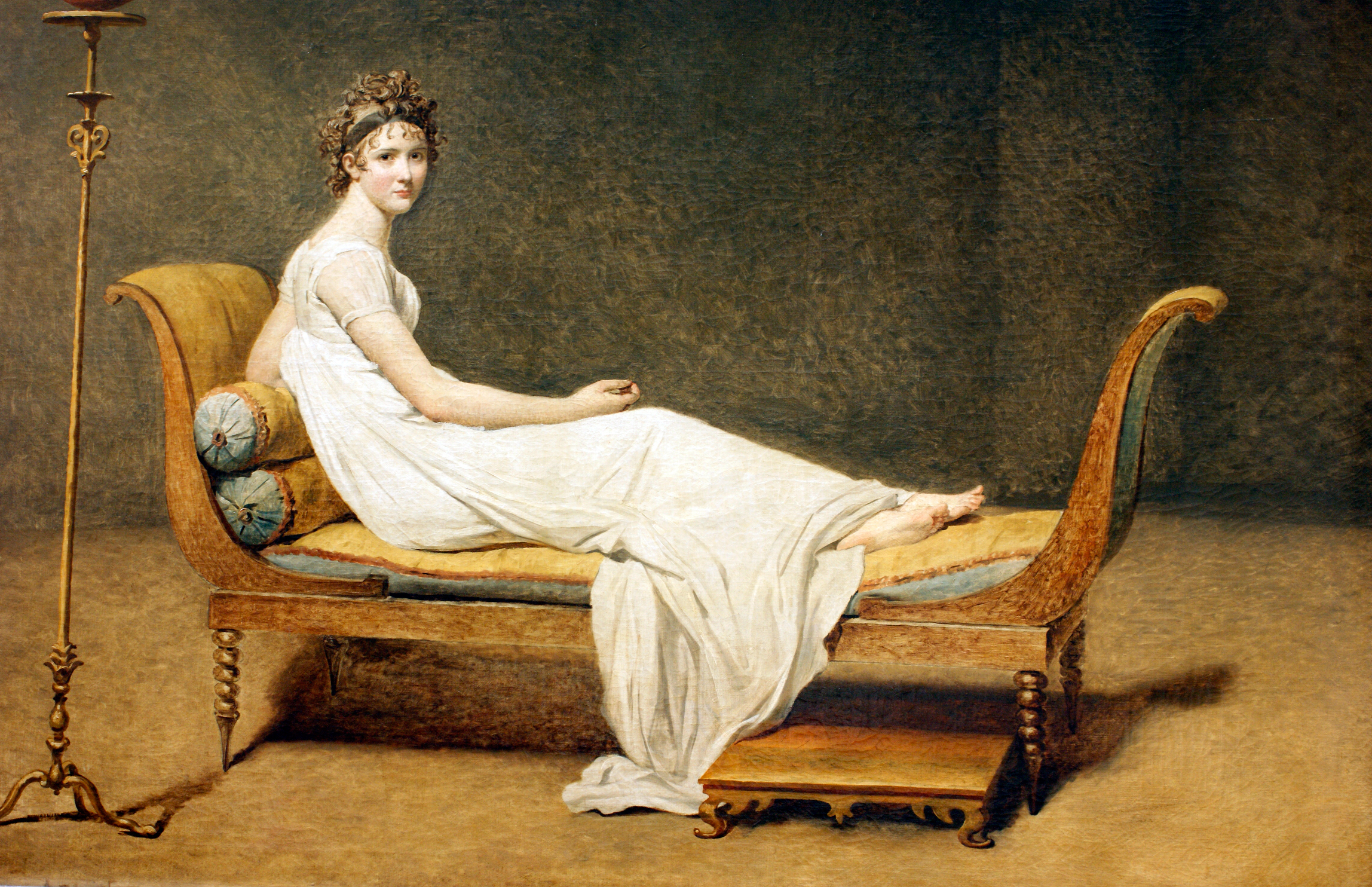
Jacques-Louis David: Madame Récamier

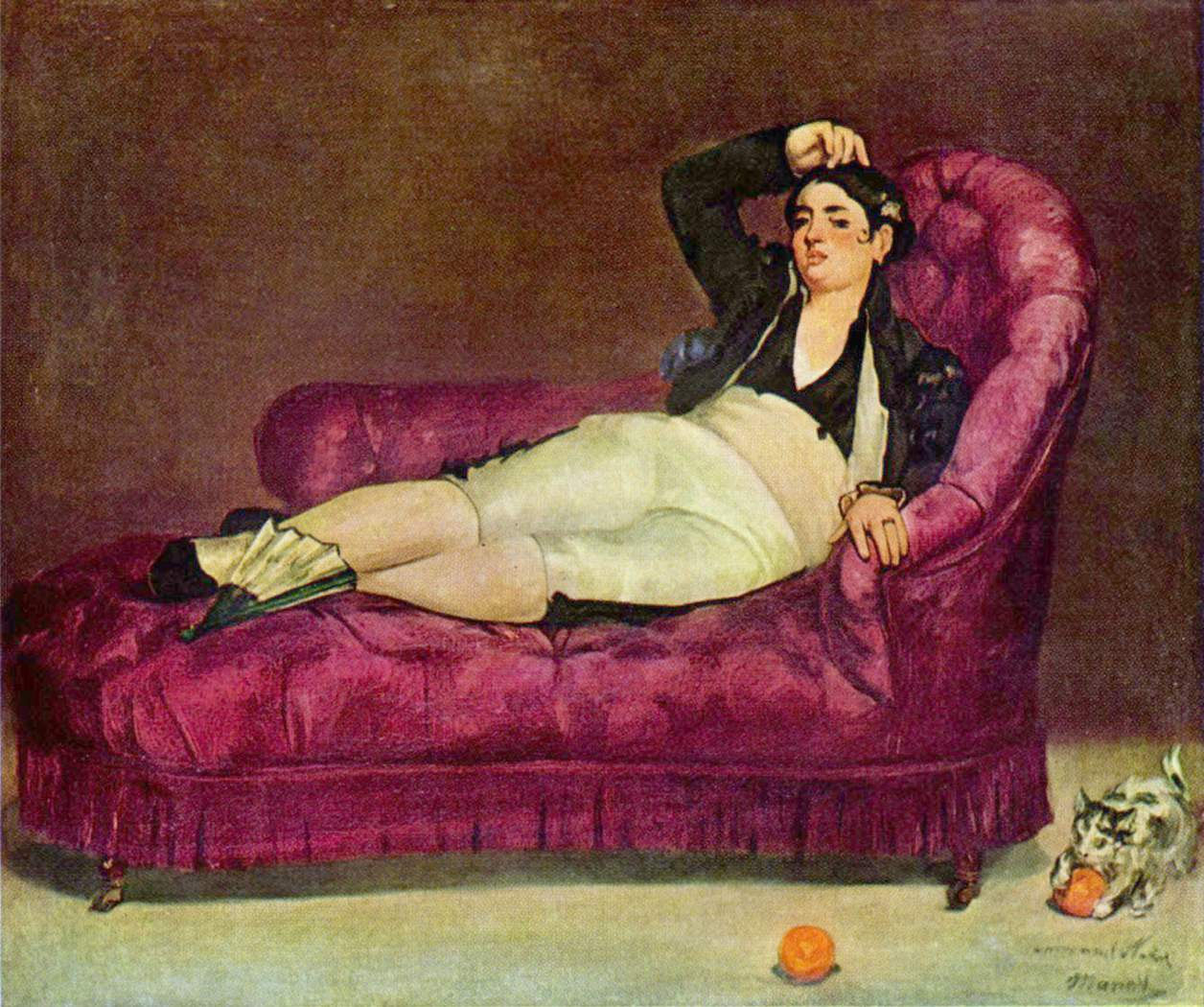
Een méridienne in een schilderij van Édouard Manet

Een chaise longue (ook wel: loungebank) is een leunstoel met een verlengd voeteneinde. Het Franse begrip betekent 'lange stoel' en wordt ook in omringende Angelsaksische landen gebruikt voor beklede ligstoelen voor 1 persoon.

## Geschiedenis

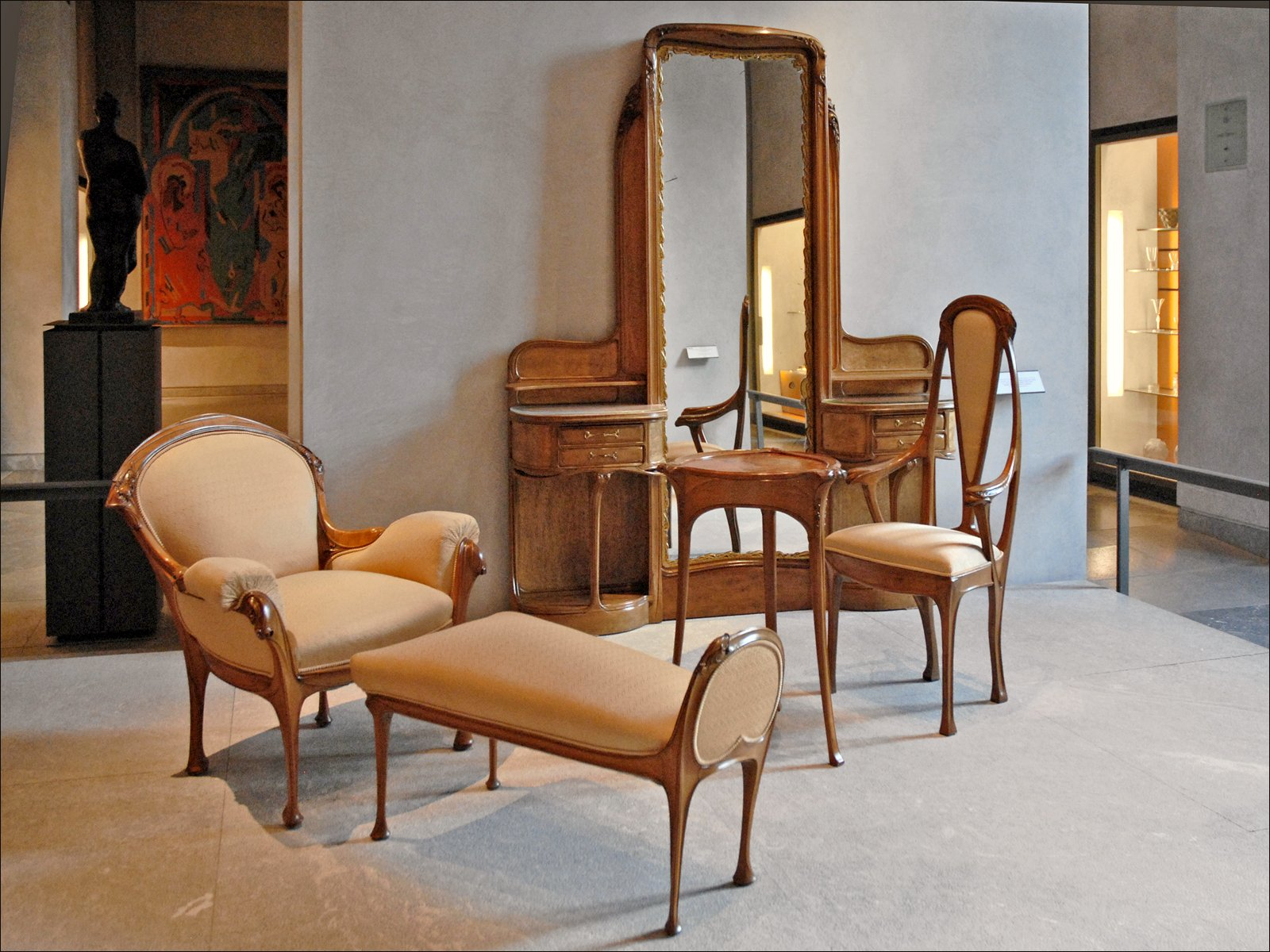
Duchesse brisée
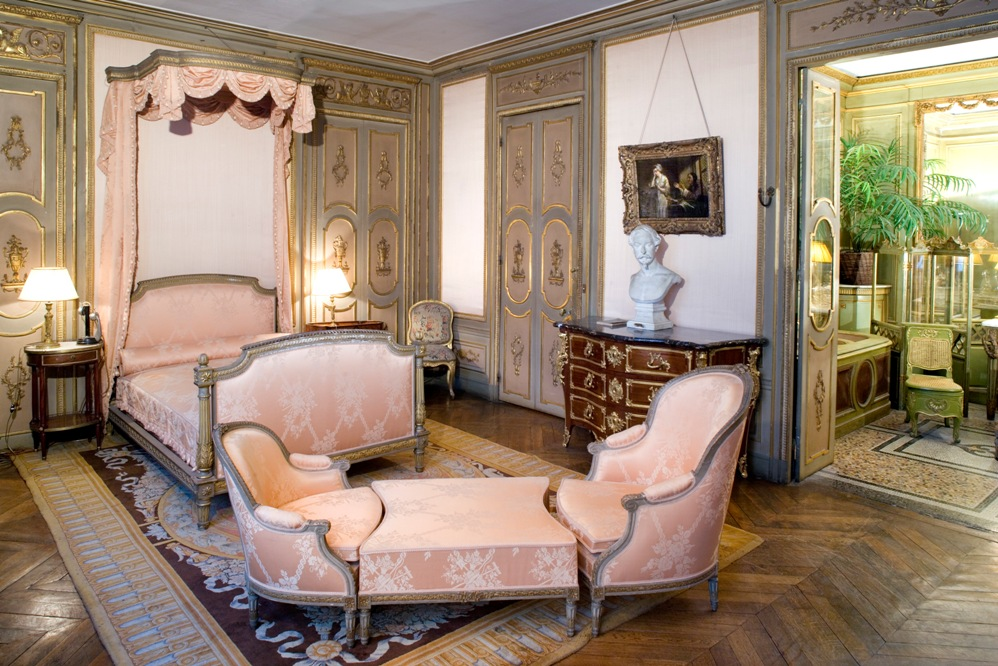
Duchesse brisée
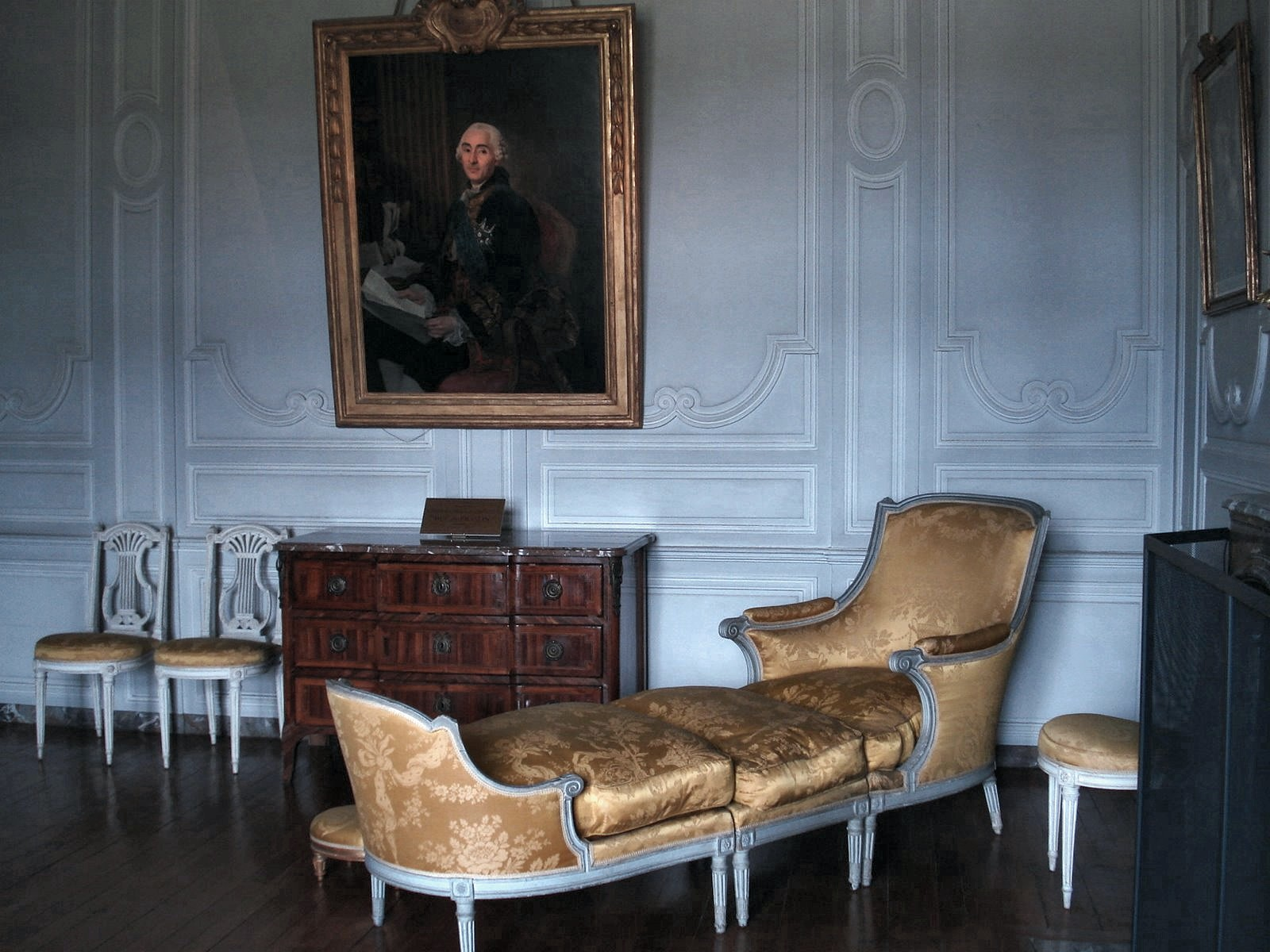
Duchesse brisée

De oorsprong van de chaise longue ligt in het oude Egypte. In deze tijd ontstond de eerste combinatie van een stoel en een ligbed. Dit model werd gemaakt van samengebonden palmbladeren. Om de ligstoel comfortabeler te maken, pasten de Egyptenaren een constructie toe met houten lattenbodems, gefineerd met ivoor of ebbenhout.
Na verloop van tijd werd de ligstoel ook populair in andere landen. Oude Grieken beelden af dat goden en godinnen in dit type stoel aanlagen. De Grieken gebruikten de stoel om in te relaxen en men ging in een chaise longue zitten/liggen om conversaties aan te gaan, muziek te luisteren en te drinken. De oude Romeinen namen dit idee over en gebruikten de stoel ook om 's nachts op te slapen. Ze maakten de stoel comfortabeler door deze met stof te bekleden en er kussens op te leggen.
In de tijd van de Lodewijk XV-stijl en de Lodewijk XV-stijl (1745 tot 1780) was een meerdelige chaise longue bekend als de duchesse brisée. Later werden de fauteuil en de voetensteun samengevoegd tot een geheel. Het begrip "chaise longue" is bekend sinds het begin van de 18e eeuw, maar het soort ligstoelen is eigenlijk veel ouder en is in verschillende varianten al terug te vinden bij de Romeinen, de Grieken en de Egyptenaren.
Chaises longues ziet men regelmatig afgebeeld in schilderijen met salons en boudoirs uit de 18e en de 19e eeuw. Een ondersoort, de récamière kreeg zelfs deze naam naar aanleiding van een schilderij dat Jacques-Louis David maakte van Juliette Récamier.
De méridienne is een asymmetrisch dagbed met een hoge hoofdleuning en een laag voeteneinde.
In het Engels kent men als ligstoelen buiten dezen ook de fainting couch en de lounge chair.

## Afbeeldingen

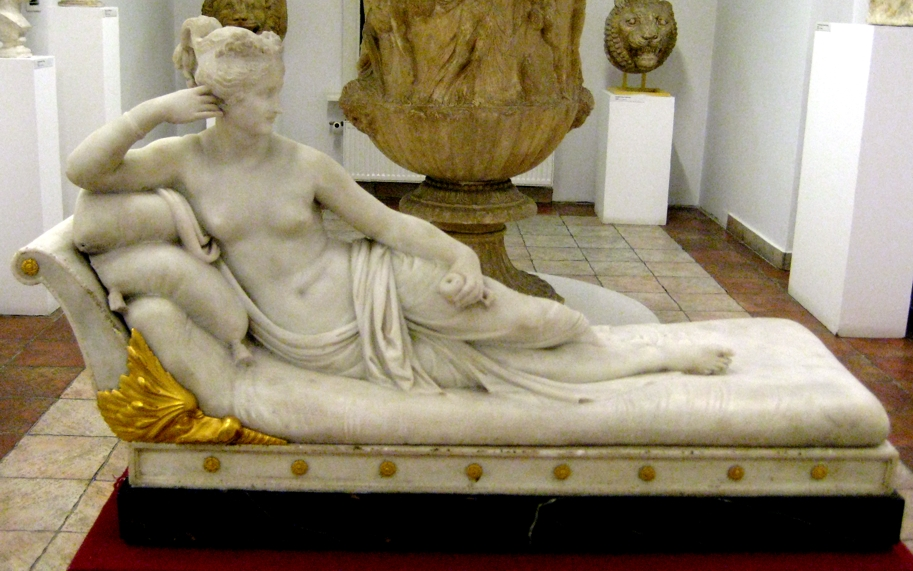
Antonio Canova: Venus Victrix, 1800
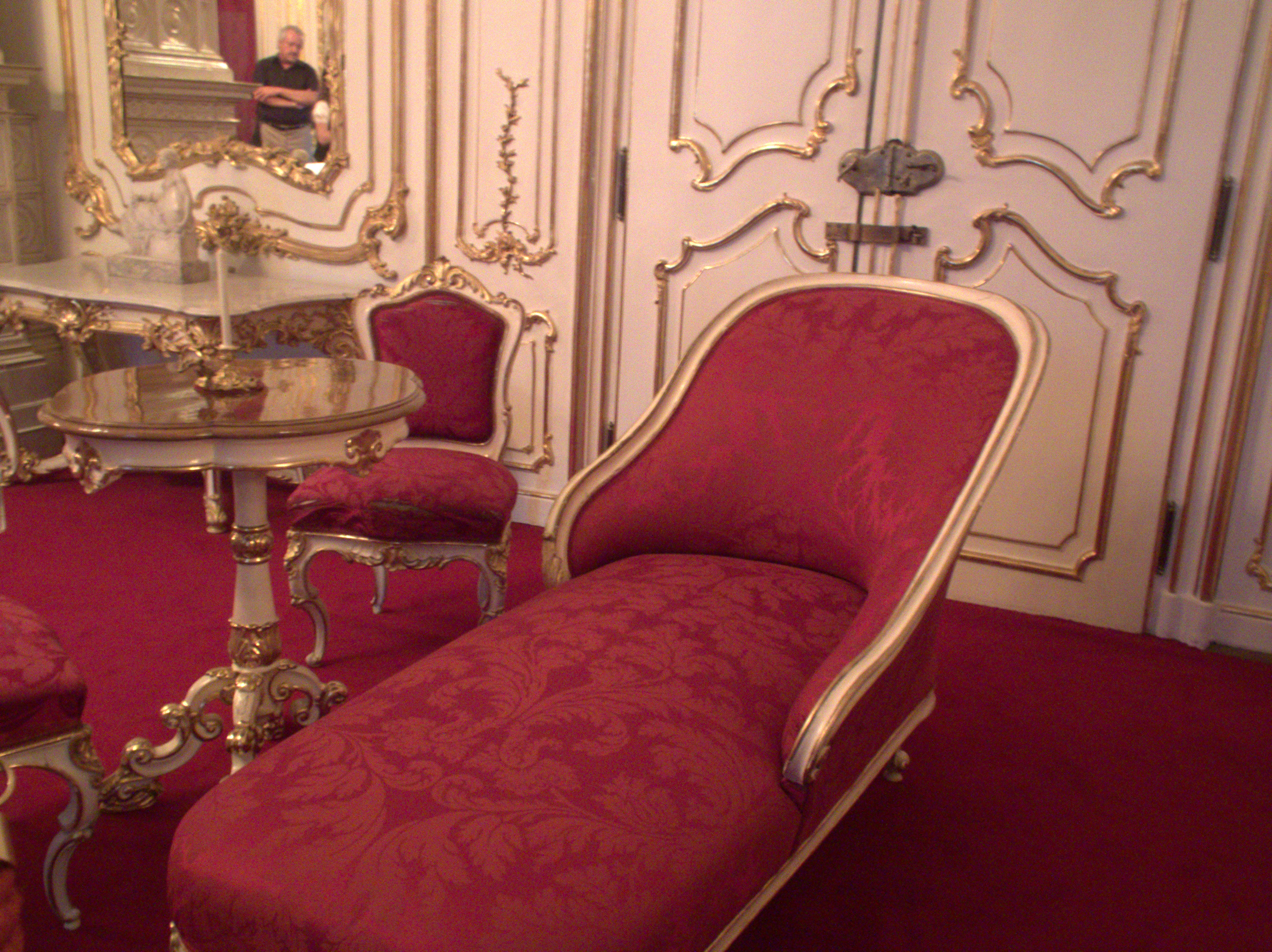
Hofburg, Wenen
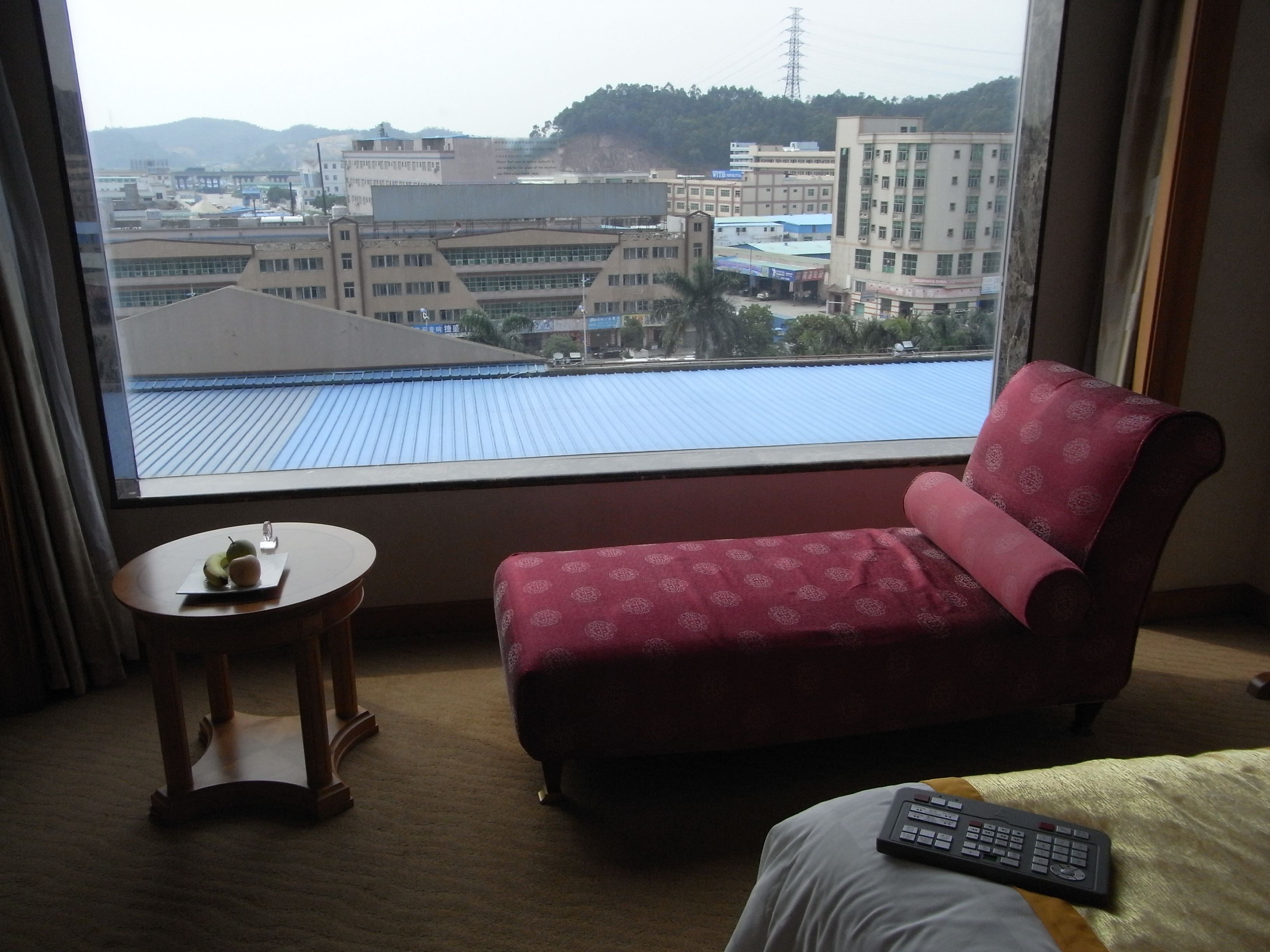
Moderne chaise longue
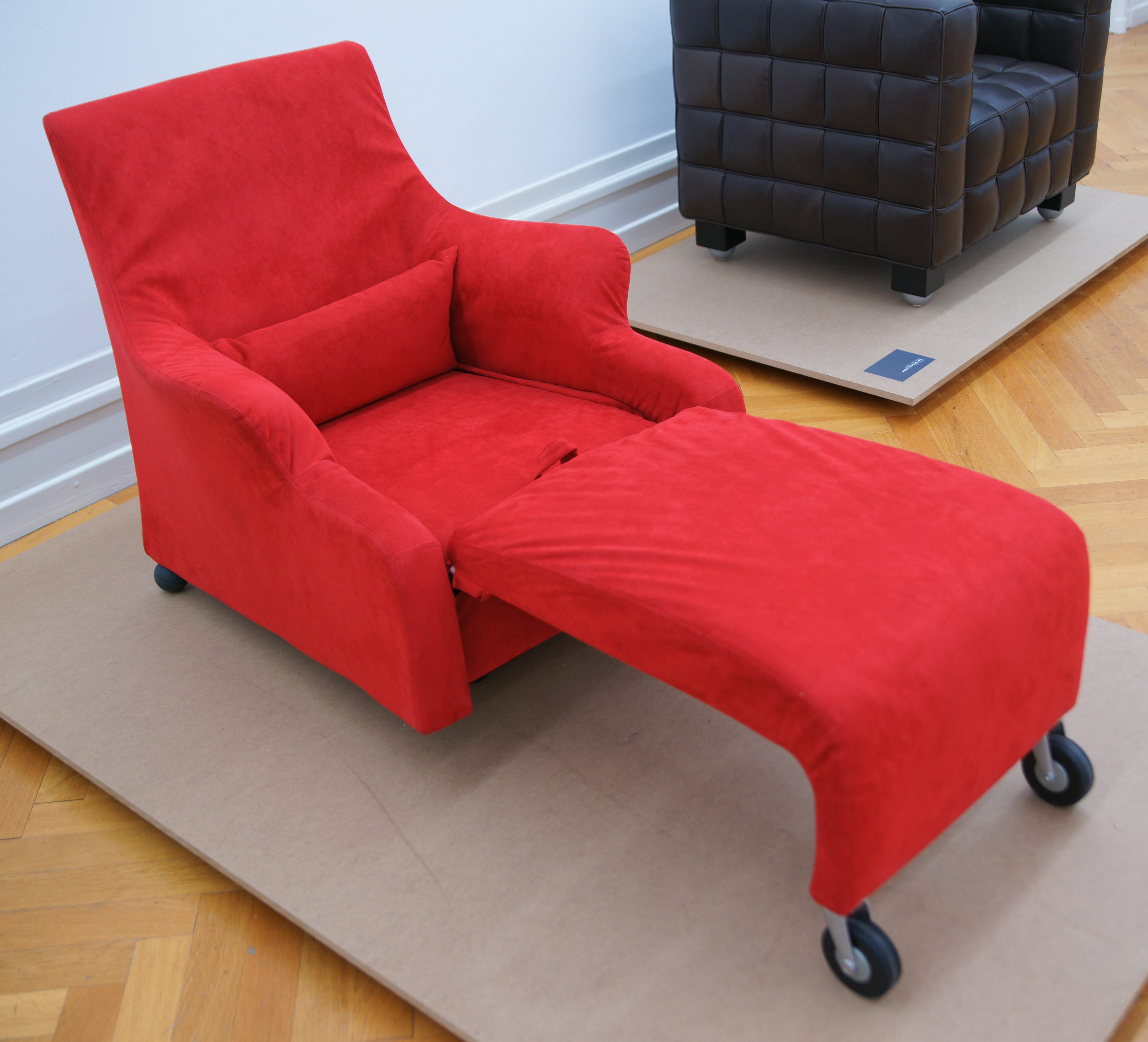
Vico Magistretti: Chaise Longue, 1996
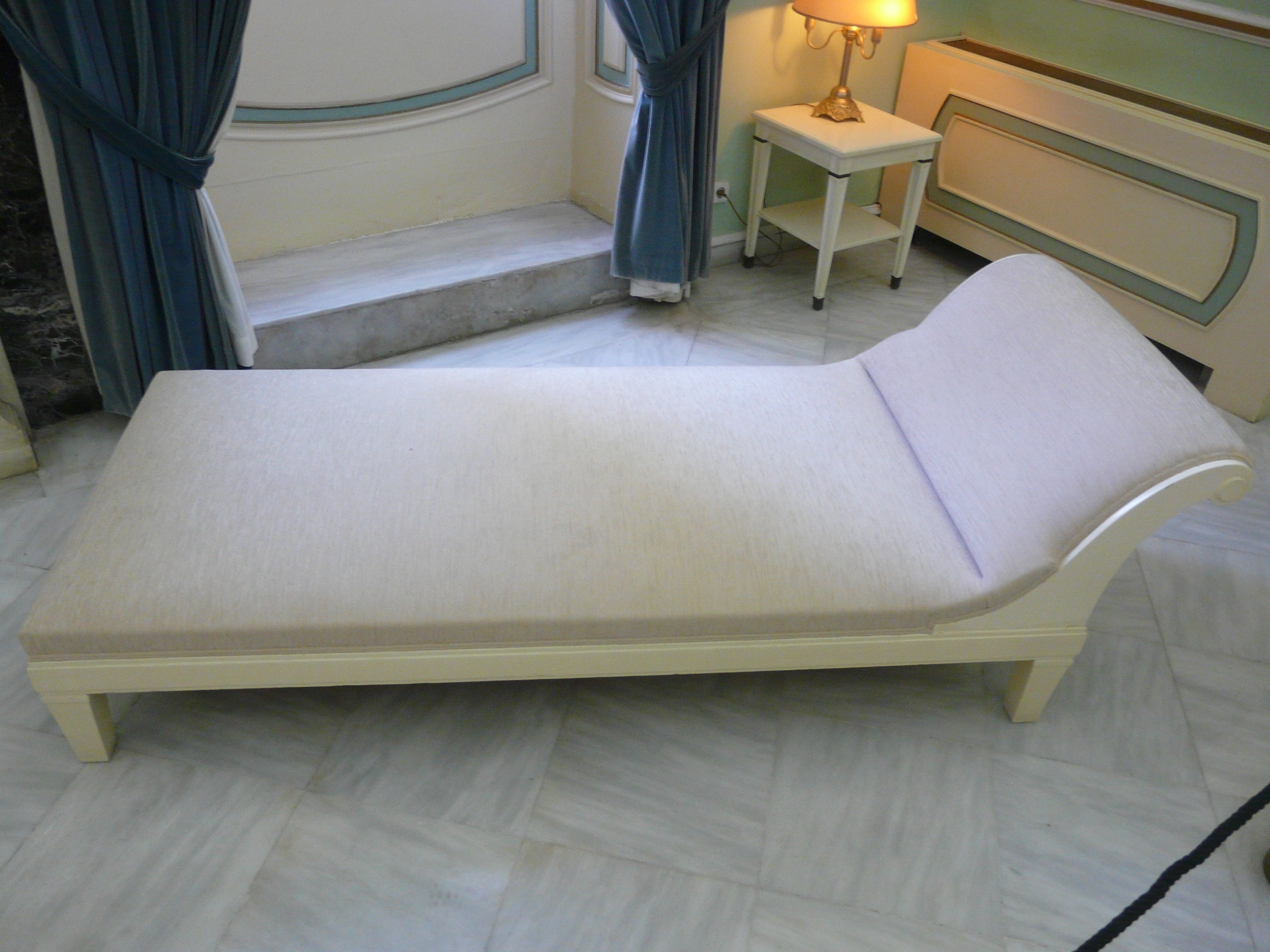
Griekse chaise longue